# Список іноземних добровольців, загиблих під час російського вторгнення в Україну (2023)
У цьому переліку наведені всі задокументовані смерті серед іноземних добровольців протягом 2023 року, що брали участь у бойових діях.
Це частина статті Список іноземних добровольців, загиблих під час російського вторгнення в Україну (Україна)
| №   | Прізвище та ім'я                      | Про особу | Дата смерті         | Обставини загибелі                                                                         |
| --- | ------------------------------------- | --- | ------------------- | ------------------------------------------------------------------------------------------ |
| 1   | Крістофер Метью Перрі                 | 28 років, Корнуолл, Велика Британія. | 6 січня 2023        | Загинув під Бахмутом.                                                                      |
| 2   | Ендрю Тобіас Метью Бегшоу             | 48 років, Велика Британія. У квітні 2022 року, після повномасштабного вторгнення РФ Ендрю поїхав волонтерити в Україну. Він доставляв їжу та ліки мешканцями прифронтових територій, допомагав евакуюватися літнім людям тощо. | 6 січня 2023        | Загинув під Бахмутом.                                                                      |
| 3   | Данський Іван Миколайович             | 30 років, Нижньовартовськ, Росія. Народився на Буковині, у віці 6-ти років переїхав з батьками в Сибір. В 2019 році повернувся в Україну, розпочав процедуру набуття громадянства. За місяць до початку повномасштабного вторгнення він змінив російський паспорт на український. Приєднався до лав ЗСУ в 2022 році. | 9 січня 2023        | Загинув поблизу Майорська Донецька область.                                                |
| 4   | Кулик Євген                           | 23 роки, Зіньків, Полтавщина, Україна. Позивний Лис. Служив в лавах ЗСУ, згодом служив у французькому легіоні. Коли розпочалася війна — повернувся в Україну воювати у складі підрозділу «Центурія». | 12 січня 2023       | Загинув на Донецькому напрямі.                                                             |
| 5   | Цехмістренко Грег                     | 28 років, Порт-Аліс, Британська Колумбія, на острові Ванкувер, Канада. Учасник Революції гідності. Приїхав в Україну у січні 2022 року. Воював як медик-доброволець Інтернаціонального легіону ТрО Збройних сил України. | 14 січня 2023       | Загинув у Бахмуті десь між ніччю на 14 січня та ранком 15 січня                            |
| 6   | Свіфт Даніель Вітні                   | 35 років, Медфорд, Орегон, США. У Орегоні працював поліцейським. Під час проходження служби був нагороджений американським орденом «Легіон Заслуг». Служив в ВМС США 2005—2015 та 2017—2019, також в поліції США 2015—2017 рр. Військовий оператор першого класу. Пройшов війну в Іраку, Афганістані та Ємені. Дезертирував з армії в березні 2019 року. Був відзначений орденом Богдана Хмельницького III ступеня. Воював проти російських військ у складі Інтернаціонального легіону при Головному управлінні розвідки Міністерства оборони України. | 18 січня 2023       | Загинув у боях за Бахмут.                                                                  |
| 7   | Салман                                | Сирія. Боєць батальйону шейха Мансура. | 21 січня 2023       | Загинув у боях за Бахмут.                                                                  |
| 8   | Парада Ейнер                          | Колумбія. Боєць Карпатської Січі. | 23 січня 2023       | Загинув на Донецькому напрямі.                                                             |
| 9   | Ортега Алексіс                        | Колумбія. Боєць Карпатської Січі. | 23 січня 2023       | Загинув на Донецькому напрямі.                                                             |
| 10  | Йоханссон Роджер                      | Народився в Ландалі, Швеція. Служив в Французькому легіоні. Лейтенант ЗС Швеції. | 23 січень 2023      | Загинув на Херсонщині                                                                      |
| 11  | Лобов Едуард Анатолійович             | 34 роки, Білорусь. Брав участь в інших акціях, став керівником міської організації «Молодий фронт». У 2013 році був одним з кандидатів на премію Європарламенту імені Сахарова. З літа 2015 року Е. Лобов бере участь у війні на сході України на боці України. Приєднався до добровольчого батальйону «Правого Сектора», який розташований під Маріуполем. | 26 січня 2023       | Загинув в боях під Вугледаром.                                                             |
| 12  | Махді Хусейн                          | 38 років, Ліван. Воював в інтернаціональному батальйоні України. | лютий 2023          | Загинув на Донецькому напрямі.                                                             |
| 13  | Піт Рід                               | 33 роки, Нью-Джерсі США. У вересні 2007 року, невдовзі після свого 18-річчя, вступив у Корпус морської піхоти Сполучених Штатів. Він розпочав гуманітарну кар'єру працюючи після урагану Сенді, який вирував у його рідному штаті Нью-Джерсі. Також, Рід очолював медичні бригади під час битви за Мосул в Іраку допомагаючи понад 10 тисячам травмованих. На початку січня 2023 року він вирушив в Україну за своїм останнім завданням. | 2 лютого 2023       | У Бахмуті на Донеччині під час надання допомоги цивільному населенню.                      |
| 14  | Де Давид                              | 50 років, Франція. Позивний «Снайдер». Служив в Інтернаціональному легіоні. | 7 лютого 2023       | Загинув в Донецькій області.                                                               |
| 15  | Васілєвські Данієль                   | 20 років, Варшава, Польща. Старший сержант. | 10 лютого 2023      | Загинув в бою за місто Соледар. Російські найманці познущались на тілом полеглого героя    |
| 16  | Денис                                 | Ізраїль. | 14 лютого 2023      | Загинув на Соледарському напрямі.                                                          |
| 17  | Галлоцці Андреас                      | 22 роки, Діжон, Франція. Служив у 17 парашутно-саперному полку ЗС Франції 2020—2022. З початком російського вторгнення приєднався до Інтернаціонального легіону. | 16 лютого 2023      | Загинув у боях під містом Сватово Луганська область.                                       |
| 18  | Пітерс Ендрю Джон                     | 28 років, Маршфілд, Вісконсін, США. Був зарахований до армії після закінчення середньої школи у 2012 році. 2014 року він служив в Афганістані, перш ніж взятися за зброю в Україні в листопаді. Він воював у складі міжнародного легіону, створеного урядом України на початку 2022 року для залучення іноземних солдатів для захисту країни від російського вторгнення. | 16 лютого 2023      | Загинув в Бахмуті.                                                                         |
| 19  | Йоханссон Леннарт Мішель              | 40 р. Швеція. Служив в Норландському драгунському полку (для спецоперацій в арктиці). В складі Королівських Збройних Сил Швеції воював у Афганістані. Після звільнення з ЗС підписав контракт з Французьким легіоном, служив в Гаяні, воював в Сирії. З серпня по грудень 2022 р. служив в Інтернаціональному легіоні воював на Херсонщині. Був важкопоранений. 6 лютого 2023 року підписав контракт з ГУР МО України. Вільно володів українською мовою. | 17 лютого 2023      | Загинув у Вугледарі                                                                        |
| 20  | Джеймс Джерард Річард Шортт           | 49 років, Перлі, Суррей, Англія. Подвійне громадянство Великобританії та Ірландії. Він жив у Девідстауні, Вексфорд, Ірландія. | 22 лютого 2023      | Місце загибелі невідоме.                                                                   |
| 21  | Галдторп Лінкольн Діргбі              | 22.11.1996, Австралія. Боєць інтернаціонального легіону. Нагороджений посмертно військовим орденом «За мужність» ІІІ ступеня. | 23 лютого 2023      | Загинув за незалежність України, посмертно нагороджений Президентом України.               |
| 22  | Хансен Юрген                          | 65 років, ФРН. Волонтер, допомагав ЗСУ. Був депутатом міста Гельзенкірхен, Німеччина. | 24 лютого 2023      | Помер від малярії на Полтавщині.                                                           |
| 23  | Білорусь                              | Білорусь. Позивний «Маляванич». | березень 2023       | Місце загибелі невідоме.                                                                   |
| 24  | «Скаус»                               | Великобританія. Волонтер. Позивний Скаус. | 1 березня 2023      | Загинув в Бахмуті.                                                                         |
| 25  | Султанов Аміль                        | Азейрбайджан. | 1 березня 2023      | Загинув в боях поблизу Марїнки.                                                            |
| 26  | Моріаш Джей                           | 53 роки, Ліверпуль, Великобританія. Воював в інтернаціональному батальйоні України понад 10 місяців. | 3 березня 2023      | Загинув під часі місії в Харкові.                                                          |
| 27  | Іво Юрак                              | 45 років, Ляхте, Естонія. Був начальником розвідки Скаутського батальйону та начальником штабу Караульного батальйону в Естонії. Брав участь в місіях НАТО в Косово та Афганістані. Воював в інтернаціональному батальйоні України з осені 2022 року. | 7 березня 2023      | Загинув у Бахмуті.                                                                         |
| 28  | Гаджієв Ількін                        | 30 років, Мінгечауар, Азербайджан. В Україну переїхав у 2018 році, проживав у Вінниці де одружився. У лютому 2022 року записався добровольцем до територіальної оборони. Був гранатометником. | 7 березня 2023      | Загинув у Бахмуті.                                                                         |
| 29  | Чохелі Вано                           | 22 роки. Навчався у військовому училищі Харкова. Громадянин Грузії. Воював в інтернаціональному батальйоні України. | 10 березня 2023     | Загинув біля Кремнінної на Луганському настрої.                                            |
| 30  | Пащук Дмитро                          | 27 років, Хлівчани, Львівська область, Україна. Був вихованцем Куреня частини 109 імені Ярослава Горошка. Пройшов вишкільний табір «Лісова школа» З 2016 року Дмитро кілька років у Франції служив у Іноземному легіоні, та отримав французьке громадянство. Добровольцем пішов на війну в лютому 2022 року, коли росіяни розпочали повномасштабну війну. З 2022 року воював проти окупантів у лавах 73-го морського центру спеціальних операцій ССО ЗСУ. Позивний «Француз». | 12 березня 2023     | Загинув на Херсонському напрямку від прямого попадання дроном.                             |
| 33  | Кучера Карел                          | 22 роки, Чехія. Воював в інтернаціональному батальйоні України. | 18 березня 2023     | Загинув у Бахмуті.                                                                         |
| 34  | Те Тай Кейн                           | 38 років, Нова Зеландія. Був співзасновником благодійної організації з програми ментального здоров'я ветеранів. Служив у Афганістані. В Україні у 2022 році доєднався до Міжнародного легіону. Тренував групу інших добровольців поблизу Вугледара. Позивний «Черепаха». | 21 березня 2023     | Загинув під Бахмутом.                                                                      |
| 35  | Шадзіковські Павел                    | Польща. Воював в інтернаціональному батальйоні України. | 21 березня 2023     | Загинув під Бахмутом.                                                                      |
| 36  | Девід Кевін                           | 29 роки, Анжу, Франція. Колишній військовослужбовець морської піхоти Франції. Прибув в Україну в липні 2022, воював в інтернаціональному батальйоні України. | 22 березня 2023     | Загинув під Бахмутом.                                                                      |
| 37  | Родіон Вайнер                         | народився та жив у Кривому Розі. Спочатку криворіжець навчався у школі № 70, а пізніше - в інгулецькій гімназії № 127. Навчання продовжив у Криворізькому національному університеті, здобуваючи освіту у галузі водопостачання та водовідведення. Завершивши університет, чоловік працював слюсарем-ремонтником підприємства “Кривбаспромводопостачання” | 23 березня 2023     | Загинув під час важких боїв на Донеччині.                                                  |
| 38  | Журек Міхал                           | 45 років, Польща. Воював в інтернаціональному батальйоні України. | 25 березня 2023     | Помер в лікарні від поранення в голову.                                                    |
| 39  | Зія Абдуллаєв Гусейн Огли             | Військовослужбовець був уродженцем Азербайджану. | 25 березня 2023     | Місце загибелі невідоме                                                                    |
| 40  | Дворчик Міхал                         | Польща. Воював в інтернаціональному батальйоні України. | 25 березня 2023     | Помер в лікарні від поранення.                                                             |
| 41  | Масталерж Марек                       | Польща. Позивний «Медик». З осені 2020 року по березень 2023 року він брав участь у кількох гуманітарних поїздках, у прифронтових районах на Запоріжжі та Донбасі. Марек взяв участь у тренінгу для волонтерів, які виїжджають на прифронтову зону, таким чином оновивши свої знання та навички зі шкільних та студентських часів, коли він був пов'язаний зі скаутингом та середовищем виживання. | 27 березня 2023     | Потрапив під обстріл 16 березня біля міста Констянтинівка, помер від ускладнень в лікарні. |
| 42  | Барріос Мануель Ферлі                 | Колумбія. Воював в інтернаціональному батальйоні України. | 27 березня 2023     | Загинув у Києві в результаті нападу з вибухівкою.                                          |
| 43  | Франція                               | Франція. Воював в інтернаціональному батальйоні України. | 28 березня 2023     | Місце загибелі невідоме.                                                                   |
| 44  | Ахмед Омара Абу Аль-Асла Закарія      | 20 років, Фнейдек аль-Аккарія, Ліван. Воював в інтернаціональному батальйоні України. | 30 березня 2023     | Загинув під час обстрілу.                                                                  |
| 45  | Мазанашвілі Михаїл                    | 29 років, Грузія. Приїхав в Україну наприкінці квітня минулого року. Він був професійним військовим. Дев'ять років прослужив у збройних силах, у 1-й піхотній бригаді в інженерному батальйоні. У 2019 році брав участь у міжнародній місії НАТО в Ісламській Республіці Афганістан. Має багато подяк і нагород. Міхеїл Мазанашвілі провів освітні лекції про грузинську армію та національних героїв для учнів 10-12 класів по всьому муніципалітету Горі. Перед війною в Україні Михайло Мазанашвілі почав працювати в комендатурі військової поліції Міноборони, де провів місяць. Однак після початку війни розірвав контракт і вирішив поїхати в Україну. | 1 квітня 2023       | Загинув під Бахмутом.                                                                      |
| 46  | Аль-Такбір (Ляшук Данііл)             | 27 років, Брест, Білорусь. Мусульманин, має чеченське і українське коріння. Позивний Моджахед. Після анексії Криму у 2014 році вирішив воювати на боці України та став до лав добровольчого батальйону, що діяв на сході України в зоні ООС (АТО). 19 січня 2015 під час бойових дій у районі станиці Луганської отримав тяжке поранення. Після початку повномасштабної війни Росії проти України 24 лютого 2022 року Данііл Ляшук знову пішов на фронт. Захищав Київ та передмістя Києва як доброволець. Навесні 2022 року брав участь у боях за Харків. У липні 2022 року офіційно вступив до лав ЗСУ. Був направлений на захист Миколаївщини. Проводив диверсійні роботи на території окупованої Херсонській області. 18 серпня 2022 року під час виконання бойового завдання був вдруге тяжко поранений. Отримав осколочне ураження живота, легень та печінки. Після низки операцій та реабілітації знову став у стрій. Станом на початок 2023 року був військовослужбовцем в лавах Збройних сил України. Продовжував займатися паралельно музикою та волонтерством. Засновник та командир бойової групи Vendetta. Нагороджений званням Народний Герой України. | 1 квітня 2023       | Загинув під Бахмутом.                                                                      |
| 47  | Гентлі Оскар Фернандо                 | Аргентина. Боєць Карпатської Січі. | 2 квітня 2023       | Загинув під Купянськом                                                                     |
| 48  | Андрій Воробкало                      | уродженець Черкаської області. 26-річний Андрій Воробкало до початку повномасштабного вторгнення мешкав у Греції. Там він займався викладанням східних бойових мистецтв для діток. | 2 квітня 2023       | Загинув під Бахмутом                                                                       |
| 49  | Барабадзе Вахтанг                     | 44 роки, Грузія. Воював в інтернаціональному батальйоні України. | 3 квітня 2023       | Загинув під Бахмутом.                                                                      |
| 50  | Ельвін Новрузов                       | Азербайджан | 3 квітня 2023       | Загинув під Бахмутом                                                                       |
| 51  | Кучукян Давид                         | 29 років, Кизил-Кіліс, Грузія. Роками служив у збройних силах Грузії. Двічі брав участь у міжнародній місії НАТО в Ісламській Республіці Афганістан. Він прибув із Польщі 28 лютого 2022 року, у перші дні війни в Україні. До цього він дев'ять місяців працював у Польщі. Воював в інтернаціональному батальйоні України. | 4 квітня 2023       | Загинув під Бахмутом.                                                                      |
| 52  | Кембел Крістофер Джеймс               | 27 років, США. Був ветераном з великим досвідом військової служби, прослужив п'ять років в Іраку та Кувейті у 82-гій повітряно-десантній дивізії США. З початком бойових дій в Україні він став на захист країни та воював спочатку в складі спецпідрозділу «Азов», а потім продовжив свою службу в Іноземному легіоні. Окрім служби в армії, Кріс також долучився до волонтерського руху в Україні. Він був членом «Вільних», допомагав та ділився досвідом. | 6 квітня 2023       | Загинув під Бахмутом                                                                       |
| 53  | Алі Алхаслі                           | Азербайджан | 6 квітня 2023       | Загинув під Бахмутом                                                                       |
| 54  | Кецбая Арсен                          | Зугдіді, Грузія. Воював в ЗСУ. | 7 квітня 2023       | Загинув під Бахмутом.                                                                      |
| 55  | Уїлтон Едвард Уолтер                  | 22 роки, Флорида, США. 10 квітня 2022 року прибув в Україну воювати в інтернаціональному батальйоні України. | 7 квітня 2023       | Загинув в боях за Бахмут.                                                                  |
| 56  | Партецке Патрик                       | Німеччинна. Колишній солдат Бундесверу. Воював в інтернаціональному батальйоні України. | 8 квітня 2023       | Помер від поранень у лікарні в Краматорську після боїв під Бахмутом.                       |
| 57  | Гуськов Ігор                          | Боєць Інтернаціонального легіону оборони. Громадянин Франції. | 12 квітня 2023      | Загинув в боях за Бахмут.                                                                  |
| 58  | Вільфрідо Карабальо Ромеро            | Колумбія. Боєць Інтернаціонального легіону оборони. | 13 квітня 2023      | Загинув в боях за Бахмут.                                                                  |
| 59  | Гембура Джозеф                        | 21 рік, Німеччина. Народився в Німеччині та переїхав до Ірландії. Поїхав в Україну як волонтер-помічник у березні 2022 року. | 17 квітня 2023      | Загинув в боях за Бахмут.                                                                  |
| 60  | Петров Дмитро                         | 33 роки, Росія. Позивний «Леший». Російський активіст-анархіст, антрополог-етнограф, кандидат історичних наук. Співзасновник Бойової організації анархо-комуністів, яка чинить партизанський спротив путінському режиму. Брав участь у протестах на Болотній в Росії (2011—2012), у Революції гідності в Україні (2013—2014) та в масових виступах у Білорусі (2020). Після початку російського вторгнення брав участь в теробороні Київської області. Воював у 95 бригаді. Позивний Еколог. | 19 квітня 2023      | Загинув в боях за Бахмут.                                                                  |
| 61  | Бредлі Томас Ярема                    | Мексика. Боєць батальйону «Братство». | 19 квітня 2023      | Загинув в боях за Бахмут.                                                                  |
| 62  | Кінер Нєйтон Майкл                    | 21 рік, Вісконсін-Рапідс, штат Вісконсін, США. Служив в армії США з жовтня 2013 року по березень 2017 року та знову з квітня 2019 року по червень 2022 року. Воював в Україні з серпня 2022 року. | 26 квітня 2023      | Загинув в Донецькій області.                                                               |
| 63  | Одішвілі Зураб                        | Степанцмінда, Грузія. Боєць Об'єднаного кавказького легіону. | 26 квітня 2023      | Обставини загибелі воїна поки невідомі.                                                    |
| 64  | Зеленко Коул                          | 21 рік, м. Сейнт-Кетрінс, провінція Онтаріо, Канада. Раніше служив в збройних силах Канади. Воював в інтернаціональному батальйоні України. | 27 квітня 2023      | Загинув в боях за Бахмут.                                                                  |
| 65  | Портер Кейл Рональд                   | 27 років, м. Калгарі, провінція Альберта, Канада. Раніше служив в збройних силах Канади. Воював в інтернаціональному батальйоні України. | 27 квітня 2023      | Загинув в боях за Бахмут.                                                                  |
| 66  | Дмитро «Стрем»                        | Росія. Боєць Російського добровольчого корпусу. | 27 квітня 2023      | Загинув в боях за Бахмут.                                                                  |
| 67  | Джарем Бредлі Томас                   | 20 років, США. Воював в інтернаціональному батальйоні України. | 27 квітня 2023      | Загинув в боях за Бахмут.                                                                  |
| 68  | Кафферкі Фінбар                       | 40 років, Майо, Ірландія. За політичними поглядами був ірландським республіканцем і соціалістом. У 2015 році Кефферкі вирушив на грецький острів Кос, де допомагав біженцям. Він був військовим добровольцем і мав бойовий досвід у Сирії, де допомагав курдським бійцям у боротьбі проти Ісламської держави. | 28 квітня 2023      | Загинув в боях за Бахмут.                                                                  |
| 69  | Ендрюс Купер                          | 26 років, США. Воїн був колишнім морським піхотинцем США та організатором лівих сил. | 30 квітня 2023      | Загинув в боях за Бахмут.                                                                  |
| 70  | Ельнур Еюбов                          | Азербайджан | 11 травня 2023      | Загинув в боях за Бахмут                                                                   |
| 71  | Джікашвілі Ніка                       | Грузія. Воював в інтернаціональному батальйоні України. | 12 травня 2023      | Загинув в результаті артилерійського обстрілу в Луганській області.                        |
| 72  | Станкевич Цезарій                     | 56 років, Польща. Після початку війни в Україні він став активно займатися гуманітарною допомогою. Служив в вч а4076. | 13 травня 2023      | Загинув в Бахмуті.                                                                         |
| 73  | Міхал Тейлор                          | Чехія. Організовував гуманітарну допомогу для цивільних у важкодоступних районах. Засновник проєкту з навчання тактичної медицини Phoenix. | 15 травня 2023      | Помер в лікарні Праги від ускладнень осколкового поранення на Донбасі.                     |
| 74  | Меймер Ніколас Дуейн                  | 45 років, Бойсе, штат Айдахо, США. Звільнився з армії в 2018 році після 20 років служби, частину з яких він провів в елітних спецпідрозділах, широко відомих як «зелені берети». Воював в інтернаціональному батальйоні України. | 16 травня 2023      | Загинув в Бахмуті.                                                                         |
| 75  | Лозовский Мирослав                    | 49 років, Мінськ, Білорусь. В 1995 році вступив у засноване Миколою Статкевичем «Об'єднання білоруських військових», того ж року став одним із засновників «Білого легіону» — воєнізованої патріотичної організації, метою якої була допризовна підготовка молоді. У 2017 році Лозовського затримали у так званій «справі патріотів». Йому спершу інкримінували буцімто підготовку до масових заворушень, а потім і нібито організацію незаконних збройних формувань. Проте через 3 місяці його відпустили. Після протестів 2020 року в Білорусі Мирослав переїхав до Києва. З початком повномасштабного вторгнення пішов воювати у складі добровольчих формувань білорусів: Полк Кастуся Калиновського, Батальйон «Вольт». | 17 травня 2023      | Загинув в Бахмуті.                                                                         |
| 76  | Левонюк Вячеслав                      | 53 років, Брест, Білорусь. Полк Кастуся Калиновського. | 17 травня 2023      | Загинув в Бахмуті.                                                                         |
| 77  | Білорусь                              | Білорусь. Полк Кастуся Калиновського. | 17 травня 2023      | Загинув в Бахмуті.                                                                         |
| 78  | Білорусь                              | Білорусь. Полк Кастуся Калиновського. | 17 травня 2023      | Загинув в Бахмуті.                                                                         |
| 79  | Білорусь                              | Білорусь. Полк Кастуся Калиновського. | 17 травня 2023      | Загинув в Бахмуті.                                                                         |
| 80  | Торн Джуліан                          | 36 років, Гексем, Великобританія. Провів 8 років в армії та наприкінці минулого року приїхав до України заради допомоги українським військовим. Він регулярно їздив туди-назад і тренував величезну кількість бійців ЗСУ. | 21 травня 2023      | Загинув в автокатастрофі.                                                                  |
| 81  | Войтович Нельсон Юлія                 | 38 років, Броди, Україна. Емігрувала в США у віці 5 років. Волонтер. | 21 травня 2023      | Загинула в Бахмут.                                                                         |
| 82  | Росія                                 | Росія. Батальйон Свобода Росії. | 22 травня 2023      | Загинув в Белгородській області під час звільнення Росії.                                  |
| 83  | Росія                                 | Росія. Батальйон Свобода Росії. | 22 травня 2023      | Загинув в Белгородській області під час звільнення Росії.                                  |
| 84  | Гурсой Ахмет                          | Туреччина. Воював в інтернаціональному батальйоні України. | 23 травня 2023      | Загинув в Бахмуті.                                                                         |
| 85  | Туреччина                             | Туреччина. Воював в інтернаціональному батальйоні України. | 23 травня 2023      | Загинув в Бахмуті.                                                                         |
| 86  | Нодон Маєва                           | Франція. Волонтер. | 23 травня 2023      | Місце загибелі невідоме. Загинула під час гуманітарної місії.                              |
| 87  | Нюстрьом Даніел                       | 36 років, Швеція. Понад рік захищав Україну в складі Інтернаціонального легіону територіальної оборони ЗСУ. Військовий брав участь у звільненні Херсону від російських окупантів, а також у важких боях в Донецьку. | 25 травня 2023      | Загинув за нез'ясованих обставин в Києві.                                                  |
| 88  | Яворський Михайло                     | 42 років, Космач, Івано-Франківська область, СРСР (зараз Україна). Громадянин США, який прожив 20 років в країні. Позивний «Чикаго». Він 4 роки служив в армії НАТО. Боєць 67-ї окремої механізованої бригади. | 26 травня 2023      | Загинув під Кремінною на Луганщині.                                                        |
| 89  | Даніан Кристіан Морено Пачеко         | Колумбія. | 30 травня 2023      | Місце загибелі невідоме                                                                    |
| 90  | Гарсія Фарасіка Хосе Нельсон          | Колумбія. Прибув в Україну в серпні 2022 року і воював у складі батальойону «Карпатська Січ». | 30 травня 2023      | Місце загибелі невідоме                                                                    |
| 91  | Гігані Звіад                          | Грузія. Воював в інтернаціональному батальйоні України. | 31 травня 2023      | Загинув під бахмутом.                                                                      |
| 92  | Кінер Натан Майкл                     | США. | 1 червня 2023       | Місце загибелі невідоме.                                                                   |
| 93  | Сеймур Садигів                        | Азербайджан Садигів родом із Астарінського району Азербайджану. Він мешкав у Харкові, був громадянином України. Його поховають у Харкові. | 4 червня 2023       | Загинув під Бахмутом                                                                       |
| 94  | Мушукія Зура                          | 58 років, Мегрелія, Грузія. | 7 червня 2023       | Загинув під Бахмутом.                                                                      |
| 95  | Мазник Данило                         | 29 років, Зимовники, Ростовська область, Росія. Служив у кадровій російській армії 6 років. Боєць Російського Добровольчого Корпусу. Позивний Шайба. | 9 червня 2023       | Загинув в Белгородській області.                                                           |
| 96  | Каспер Алхоніемі                      | 23 років, Фінляндія. Воював в інтернаціональному батальйоні України, а також брав участь у діяльності медичної бригади з групи Nordic Combat Medics. | 10 червня 2023      | Загинув під Бахмутом.                                                                      |
| 97  | Гарсія Луїс Альфредо Уєртас           | Колумбія. | 21 червня 2023      | Загинув під Купянськом.                                                                    |
| 98  | Джалал Нурі                           | Афганістан | 23 червня 2023      | Місце загибелі невідоме                                                                    |
| 99  | Одішвілі Джоні                        | Грузія. Учасник російсько-грузинської війни 2008 року. | 25 червня 2023      | Загинув під Бахмутом.                                                                      |
| 100 | Квіжінадзе Малхаз                     | Грузія. Воював в Україні з 2016 року. Брав участь у бою за аеропорт Гостомель. | 25 червня 2023      | Загинув під Бахмутом.                                                                      |
| 101 | Чедвік Джордан                        | 31 рік, Бернлі, Ланкшир, Великобританія. Служив у британській армії з 2011 по 2015 рік. Приїхав воювати на боці України проти Російської Федерації ще в жовтні 2022 року. 7 серпня тіло Джордана Чедвіка було репатрійовано на батьківщину. | 26 червня 2023      | Його тіло виявили у водоймі, руки були зв'язані за спиною.                                 |
| 102 | Торторічі Ян Френк                    | 32 роки, США. Воював в інтернаціональному батальйоні Україні понад 15 місяців. Пережив понад рік боїв від Ірпіня до Бахмута. | 27 червня 2023      | Загинув від ракетного удару в Краматорську.                                                |
| 103 | Валеріюс Полковниковас                | Литва. На початку повномасштабного вторгнення почав підтримувати українську армію грошима. Наприкінці квітня 2023 року приїхав воювати в Україну. Навчав українських солдат керувати безпілотниками. Позивний Хан. | 4 липня 2023        | Помер в лікарні Києва від травм отриманих в бахмуті.                                       |
| 104 | Кіпріано Карденас Калла Наупа         | Перу. Воював в інтернаціональному батальйоні Україні. | 7 липня 2023        | Місце загибелі невідоме.                                                                   |
| 105 | Вайлдор Віллегас Васіліо              | Перу. Воював в інтернаціональному батальйоні Україні. | 7 липня 2023        | Місце загибелі невідоме.                                                                   |
| 106 | Яя Самудьйо Анхель Мігель             | Перу. Воював в інтернаціональному батальйоні Україні. | 7 липня 2023        | Місце загибелі невідоме.                                                                   |
| 107 | «Балтика»                             | Приїхав з Європи, щоб воювати проти РФ. Воював на боці України всього чотири місяці. Він брав участь у наступальних діях ЗСУ на Запоріжжі. Боровся проти режиму в сучасній Росії. Зазначають його побратими, він відчував себе росіянином і не збирався від цього відмовлятись. Боєць Російського Добровольчого Корпусу. Позивний Балтика. | 8 липня 2023        | Загинув на Запорізькому напрямі.                                                           |
| 108 | Тран Дерек Тієн                       | 28 років, Каліфорнія, США. Ветеран армії США та колишній спецназівець. Служив спеціалістом з вогневої підтримки 13F в армії з липня 2019 року по грудень 2022 року. | 14 липня 2023       | Місце загибелі невідоме.                                                                   |
| 109 | Глова Петро                           | 49 років, Кременець, Україна. Проживав в Литві. Коли почалася повномасштабна війна, він, не роздумуючи, повернувся в Україну. | 15 липня 2023       | Загинув в Луганській області.                                                              |
| 110 | Хіральдо Едіссон Альберто Вінаско     | Колумбія. У грудні 2021 року військовий завершив службу в армії професійним військовим. Приїхав в Україну 24 лютого 2022 року. | 19 липня 2023       | Місце загибелі невідоме.                                                                   |
| 111 | Деврісашвілі Арчіл                    | Грузія. Воював в російсько-грузинській війні 2008 року. Командир бойової групи спецпідрозділу Чорний Орел. | 27 липня 2023       | Загинув під Бахмутом.                                                                      |
| 112 | Лоуренс Ленс                          | 28 років, Колумбус, Огайо, США. Служив у Корпусі морської піхоти США з 2013 по 2016 рік і отримав багато нагород під час служби. Приєднався до Збройних сил України в лютому 2023 року. Воював в інтернаціональному батальйоні Україні. | 29 липня 2023       | Загинув під Бахмутом.                                                                      |
| 113 | Вебер Ендрю                           | 40 років, Реймонд, Вірджінія, США. Служив в Іраку та Афганістані в чині капітана. Під час служби в армії служив командиром взводу та командиром базової навчальної роти, командиром військ у 173-й повітряно-десантній бригаді та офіцером з планування в Графенвері, Німеччина. В армії США отримав декілька військових нагород, у тому числі медаль «Бронзова зірка», «Пурпурне серце», медаль «Афганська кампанія» з двома зірками кампанії, медаль «Іракська кампанія» з двома зірками кампанії; чотири армійські медалі за заслуги, армійська медаль за досягнення, відзнака за заслуги підрозділу, медаль Служби національної оборони, медаль за глобальну війну з тероризмом, стрічка армійської служби, чотири стрічки за службу за кордоном, медаль НАТО. Воював в інтернаціональному батальйоні Україні. | 29 липня 2023       | Загинув під Бахмутом.                                                                      |
| 114 | Білорусь                              | Білорусь. Боєць батальйону Літвін полку Кастуся Калиновського. | 31 липня 2023       | Місце загибелі невідоме.                                                                   |
| 115 | Білорусь                              | Білорусь. Боєць батальйону Літвін полку Кастуся Калиновського. | 31 липня 2023       | Місце загибелі невідоме.                                                                   |
| 116 | Білорусь                              | Білорусь. Боєць батальйону Літвін полку Кастуся Калиновського. | 31 липня 2023       | Місце загибелі невідоме.                                                                   |
| 117 | Білорусь                              | Білорусь. Боєць батальйону Волат полку Кастуся Калиновського. | 31 липня 2023       | Місце загибелі невідоме.                                                                   |
| 118 | Білорусь                              | Білорусь. Боєць полку Погоня. | 31 липня 2023       | Місце загибелі невідоме.                                                                   |
| 119 | Джонс Джефф                           | 48 років, Мен, США. Був ветераном армії США. З 2022 року працював у Польщі, допомагаючи українським біженцям знайти житло та легальний імміграційний статус, а потім приєднався до групи потенційних польових медиків і перетнув кордон, щоб потрапити до Львова. | 31 липня 2023       | Загинув під Бахмутом.                                                                      |
| 120 | Бетанкур Гарсія Єрсон                 | Колумбія. | серпень 2023        | Місце загибелі невідоме.                                                                   |
| 121 | Сербія Емрах Зорніч                   | Згідно з інформацією порталу Sandžak Today, Зорніч загинув в Україні, «під час самовідданого надання допомоги пораненим і мирним жителям під час конфлікту в цій охопленій війною країні». Рідні та друзі в шоці, адже ніхто не знає, як цей новопазарець опинився в Україні. Обставини поїздки Зорнича в Україну до кінця не з'ясовані, відомо, що в юності він працював в охороні, а згодом пішов до армії Сербії. Все своє дитинство він провів у район | 3 серпень 2023      | загинув на полі українського бою                                                           |
| 122 | Хашитані Антоніу                      | 25 років, Курітіба, Бразилія. З 2017-го року він брав участь у громадській місії в Малаві та Танзанії. З грудня 2022 року був в Танзанії з гуманітарною місією для допомоги малозабезпеченим дітям. Боєць Карпатської Січі. | 3 серпня 2023       | Загинув під Бахмутом.                                                                      |
| 123 | Білорусь                              | Білорусь. | 5 серпня 2023       | Загинув на Донецькому напрямі.                                                             |
| 124 | Еспіноса Ройоса Рой Едуардо           | 38 років, Коста-Ріка. Колишній військовий. Воював в інтернаціональному батальйоні Україні. | 11 серпня 2023      | Місце загибелі невідоме.                                                                   |
| 125 | Севалос Ромеро Міхель                 | Перу. Воював в інтернаціональному батальйоні Україні. | 13 серпня 2023      | Місце загибелі невідоме.                                                                   |
| 126 | Наварро Солано Рональдо Андрес        | 39 років, Колумбія. Воював в інтернаціональному батальйоні Україні. | 17 серпня 2023      | Місце загибелі невідоме.                                                                   |
| 127 | Берк Деніел                           | 36 років, Вітеншоу, Манчестер, Великобританія. Служив у парашутно-десантному полку британської армії. Після служби в Афганістані Деніел Берк воював на боці курдських бойовиків в Сирії, а потім створив власний добровольчий підрозділ в Україні, відомий як «Темні ангели». | 19 серпня 2023      | Загинув за незясованих обставин в Запорізькій області.                                     |
| 128 | Ракімов Захір                         | 48 років, Азербайджан. Воював в складі спецпідрозділу Тбілісі. | 24 серпня 2023      | Отримав важкі поранення під Бахмутом і помер в лікарні.                                    |
| 129 | Ахвелеадіані Ніколоз                  | 41 рік, Грузія. Воював в інтернаціональному батальйоні Україні. | 24 серпня 2023      | Загинув під Бахмутом.                                                                      |
| 130 | Хусківадзе Олександр                  | 33 роки, Грузія. Воював в Україні з першого дня війни, у тому числі в таких гарячих точках, як Ізюм, Соледар і Бахмут. | 25 серпня 2023      | Помер в Києві від сердечного приступу.                                                     |
| 131 | Кулинич Артем                         | 27 років, Слобода-Рашково, Молдова. Вступив до Збройних сил України 16 березня 2022. | 26 серпня 2023 року | Місце загибелі невідоме.                                                                   |
| 132 | Еррера Евія Алехандро                 | Колумбія. Приїхав в Україну в грудні 2022 року. Був професійним військовим і працював у прокуратурі та Корпусі технічних розслідувань в Колумбії. | 27 серпня 2023      | Місце загибелі невідоме.                                                                   |
| 133 | Ньюї Семюель «Боллівуд»               | 22 роки, Вест-Мідлендс, Великобританія. Підтримував незалежність Курдистану, боровся проти імперіалізму. Більше року воював у лавах ЗСУ в підрозділі ГУР | 31 серпня 2023      | Загинув в бою на сході України.                                                            |
| 134 | Коберн Алекс Брендон                  | 23 роки, Україна. У дитячому віці Алекса Кобурна всиновила родина з США. Із США він допомагав розвивати аматорський футбол на Кіровоградщині, підтримував місцеві школи. У 2022 році Алекс Кобурн приїхав до України з групою добровольців — спочатку як перекладач. | 4 вересня 2023      | Загинув в бою на сході України.                                                            |
| 135 | Магаллон Джеріко Скай                 | 29 років, США. Ветеран армії США служив військовим поліцейським в 137-му підрозділі військової поліції. Він воював в Україні протягом десяти місяців, перш ніж повернутися до Каліфорнії в грудні минулого року. Але вдома він не залишився, а через кілька місяців знову пішов на війну. | 9 вересня 2023      | Місце загибелі невідоме.                                                                   |
| 136 | Ігуаль Емма                           | 32 роки, Барселона, Іспанія. Волонтерка. Співпрацювала з БФ «Восток SOS» у травні-серпні 2022, разом із бригадою вона відвідувала прифронтові міста, як-от Лисичанськ, Сєвєродонецьк і Бахмут, аби вмовити людей покинути небезпечні зони. | 9 вересня 2023      | Загинула в місті Часів Яр в Донецькій області.                                             |
| 137 | Ігнат Ентоні                          | 58 років, Канада. Коли почалася війна, продав свою вантажівку і приїхав в Україну. Доставляв гуманітарку у прифронтові зони, евакуйовував поранених та загиблих, ремонтував школи і розбирав завали будинків на Київщині. | 9 вересня 2023      | Загинув в місті Часів Яр в Донецькій області.                                              |
| 138 | Леанка Флавій                         | Молдова. Громадянин трох країн: Нідерланди, Італія та Молдова. | 17 вересня 2023     | Місце загибелі невідоме                                                                    |
| 139 | Шубитидзе Закро                       | Грузія. Він був лідером 4-ї групи «Грузинського легіону». | 18 вересня 2023     | Загинув в селі Нескучне Донецької області.                                                 |
| 140 | Османов Тарлан                        | 26 років, Баку, Айзербджан. Боєць ЗСУ. 25 червня 2023 в бою під Лиманом Тарлан отримав вогнепальне поранення. Довгий час він вважався безвісти зниклим, нещодавно тіло бійця було знайдено та ідентифіковано. | 19 вересня 2023     | Місце загибелі невідоме.                                                                   |
| 141 | Аюб                                   | Росія. Етнічний чеченець. Батальйон Джохара Дудаєва. | 23 вересня 2023     | Місце загибелі невідоме                                                                    |
| 142 | Сальман                               | Росія. Етнічний чеченець. Батальйон Джохара Дудаєва. | 23 вересня 2023     | Місце загибелі невідоме                                                                    |
| 143 | Ганієв Магомед-бей                    | Інгушетія. Проживав у Кривому Розі й з 2021 року був головою чеченської громади міста. Магомед професійно займався спортом. | 28 вересня 2023     | Загинув на Запорізькій напряму.                                                            |
| 144 | Миронюк Володимир                     | 59 років, В США він працював багато років водієм-далекобійником. Позивний Джон. | 30 вересня 2023     | Загинув в Курдюмівка Донецька область.                                                     |
| 145 | Танель Крігулл                        | Естонія. | 30 вересня 2023     | Загинув під Лиманом.                                                                       |
| 146 | Латвія                                | Латвія. | 30 вересня 2023     | Загинув під Лиманом.                                                                       |
| 147 | Кот Девід Лі                          | 35 років, США. Служив у Національній гвардії Мічиганської армії з 2008 по 2014 роки. Служив механіком колісних транспортних засобів у Національній гвардії та був направлений в Ірак з вересня 2010 року по вересень 2011 року. У червні 2022 року поїхав до України. | 1 жовтня 2023       | Загинув під Лиманом.                                                                       |
| 148 | Горбач Павло                          | 31 рік, Білорусь. З 2012 року по 2015 він служив за контрактом у білоруській армії. Брав участь у протестах 2020 року. Горбач вимушено покинув Білорусь, щоб уникнути кримінального переслідування. Позивний Борт. | жовтень 2023        | Місце загибелі невідоме.                                                                   |
| 149 | Далтон Медлін                         | Техас, США. | 1 жовтня 2023       | Місце загибелі невідоме.                                                                   |
| 150 | Кіреєв Ігнат                          | Білорусь. Боєць батальйону Террор. | 3 жовтня 2023       | Загинув на Сході України.                                                                  |
| 151 | Білорусь                              | Білорусь. Боєць батальйону Волат. Позивний Бахус. | 6-7 жовтня          | Загинув на Сході України.                                                                  |
| 152 | Білорусь                              | Білорусь. Боєць батальйону Волат. Позивний Гад. | 6-7 жовтня          | Загинув на Сході України.                                                                  |
| 153 | Серон Джон Себастіан                  | 26 років, Сан-Агустіні, Уїла, Колумбія. | 7 жовтня 2023       | Загинув у результаті ракетного обстрілу.                                                   |
| 154 | Батурін Девід                         | 26 років, Україна. У ранньому віці разом із родиною переїхав до Огайо. Далі він служив морським піхотинцем США. Він регулярно займався вивченням Біблії та наставництвом молоді в євангельській церкві «Благодать». | 7 жовтня 2023       | Місце загибелі невідоме                                                                    |
| 155 | Перейра Оскар Арлі Тріан              | Колумбія. | 8 жовтня 2023       | Загинув в Харківській області.                                                             |
| 156 | Міллард Тетяна                        | 42 роки, Бахмут, Україна. Прожила 14 років у Великій Британії. Розвозила допомогу в різні населені пункти на лінії фронту в Україні, евакуювала поранених воїнів із нуля, залучила багато спонсорів до підтримки нашої країни, а також була бойовою медикинею. Позивний Ангел Бахмута. | 9 жовтня 2023       | Загинула під Бахмутом.                                                                     |
| 157 | Фінляндія                             | Фінляндія. Працював у рятувальній галузі. | 10 жовтня 2023      | Загинув під Креміною.                                                                      |
| 158 | Фредріксон Юхан                       | 40 років, Швеція. Волонтер. | 11 жовтня 2023      | Місце загибелі невідоме                                                                    |
| 159 | Перра Оскар Хавьер Кубільос           | Колумбія. | 13 жовтня 2023      | Місце загибелі невідоме                                                                    |
| 160 | Коксвік Оскар Александер              | 26 років, Данія. З початку широкомасштабної війни, почав активно допомагати українцям. Він проводив курси домедичної допомоги при парафії святого Миколая, їздив у Бахмут, щоб рятувати життя. | 11 жовтня 2023      | Загинув під Бахмутом.                                                                      |
| 161 | Лянка Флавій                          | Молдова, командир групи, Інтернаціональний легіон, (позивний Смоки, Smokey, Брут) | 13 жовтня 2023      | Місце загибелі невідоме                                                                    |
| 162 | Мартинес Хосе Маурісіо Гутьєрас       | Колумбія. | 14 жовтня 2023      | Місце загибелі невідоме                                                                    |
| 163 | Ткалач Томіслав                       | Хорватія. | 14 жовтня 2023      | Місце загибелі невідоме                                                                    |
| 164 | Чейз Гай                              | США. | 15 жовтня 2023      | Місце загибелі невідоме                                                                    |
| 165 | Албанія Данило Гайдаржи               | народився 26 січня 2002 року в селі Георгівка Запорізької області в родині албанців. ізніше його родина переїхала з Албанії до Польщі Дещо пізніше Данило зробив татуювання албанського орла на правій руці. Данило намагався приєднатися до української армії влітку 2022 року, але отримав відмову через вік. У 2023 році він зробив ще одну спробу і був прийнятий в армію та вступив до військової частини А290. | 15 жовтня 2023      | Загинув в Лимані                                                                           |
| 166 | Албанія Анатолій Дерментлі            | народився 3 вересня 1980 року в албанській родині в Каракурті, Українська РСР, Радянський Союз. Каракурт має більшість албанців, причому 60% населення села складають албанці. У 2023 році через українське громадянство Анатолій був мобілізований і вступив до новосформованої 118-ї механізованої бригади. 15 жовтня 2023 року Анатолій Дерментлі загинув у віці 43 років під час бою з російськими військовими в Запорізькій області. На його похоронах його труна була завішана українським і албанським прапорами | 15 жовтня 2023      | Запорізька область                                                                         |
| 167 | Хендс Джеймс                          | 33 роки, Великобританія. | 16 жовтня 2023      | Місце загибелі невідоме                                                                    |
| 168 | Віттман Рудольф                       | 27 років, Арад, Румунія. Був трансильванським угорцем. Він закінчив єдину угорськомовну середню школу в Арадському повіті. Близько п'яти років провів у Французькому іноземному легіоні. У 2022 році поїхав в Україну, щоб воювати у складі Інтернаціонального легіону. | 20 жовтня 2023      | Місце загибелі невідоме                                                                    |
| 169 | Перрімен Крістофер                    | 38 років, Великобританія. Колишній снайпер британської армії був сержантом взводу, який 16 років служив у Королівському полку стрільців. Приїхав до Львова невдовзі після початку війни, маючи намір використати свій досвід як військового інструктора для навчання українських сил. | 24 жовтня 2023      | Місце загибелі невідоме                                                                    |
| 170 | Піскеньо Жан Крістофер Еспіно Рамірес | Перу. | 27 жовтня 2023      | Місце загибелі невідоме                                                                    |
| 171 | Лобжанідзе Леван                      | 45 років, Грузія. | 29 жовтня 2023      | Загинув під Бахмутом.                                                                      |
| 172 | Росія                                 | Росія. Позивний Бритва. Боєць РДК. | 30 жовтня 2023      | Місце загибелі невідоме                                                                    |
| 173 | Яремчук Андрій                        | 31 років, Якимівка, Тернопільщина, Україна. 5 років служив у Французькому легіоні. | 31 жовтня 2023      | Місце загибелі невідоме                                                                    |
| 174 | Беднарський Мацєй                     | 49 років, Польща. Волонтер. | 4 листопада 2023    | Важкопоранений під Авдіївкою. Помер у харківській лікарні.                                 |
| 175 | Майєрс Джошуа Марк                    | 34 роки, Едмонд, Канада. В Україні був на службі парамедиком. | 10 листопада 2023   | Загинув під Бахмутом.                                                                      |
| 176 | Латлен-Берсьє Остін                   | 25 років, Вініпег, Манітоба, Канада. Корінний американець з племені Крі. У березні 2022 року він записався в Інтернаціональний батальйон України. | 11 листопада 2023   | Загинув під Бахмутом.                                                                      |
| 177 | Marcy                                 | Приїхав в Україну в березні 2022 року. Закінчив Оксфорд за спеціальністю «Історія», допомагав у боротьбі біженців у Кале, брав участь у сквоттерстві, брав участь у боротьбі курдського визвольного руху в Рожаві у складі сил SDF. | 11 листопада 2023   | Загинув під Авдіївкою.                                                                     |
| 178 | Дуентес Хавьєр                        | Колумбія. | 11 листопад 2023    | Місце загибелі невідоме                                                                    |
| 179 | Курцікідзе Іраклі                     | Грузія. Воював у лавах Збройних сил України. | 12 листопада 2023   | Місце загибелі невідоме                                                                    |
| 180 | Бил Джоел Девід                       | 35 років, США. | 12 листопада 2023   | Загинув під Авдіївкою.                                                                     |
| 181 | Чепарро Едвіг Перрас                  | 40 років, Колумбія. | 12 листопада 2023   | Загинув в Донецькій області.                                                               |
| 182 | Меттю Джепсон                         | Австралія. | 12 листопада 2023   | Загинув під Авдіївкою.                                                                     |
| 183 | Велика Британія                       | Великобританія. | 15 листопада 2023   | Місце загибелі невідоме                                                                    |
| 184 | Сезар Жуліу                           | Бразилія. | 16 листопада 2023   | Місце загибелі невідоме                                                                    |
| 185 | Фетелава Рамаз                        | Грузія. | 16 листопада 2023   | Загинув на Донецькому напрямі.                                                             |
| 186 | Ломашвілі Бека                        | Грузія. | 16 листопада 2023   | Загинув на Донецькому напрямі.                                                             |
| 187 | Гелінідзе Ніка                        | Грузія. | 17 листопада 2023   | Загинув під Бахмутом.                                                                      |
| 188 | Стретфорд Бред                        | Ванкувер, Канада. | 17 листопада 2023   | Загинув під Авдіївкою.                                                                     |
| 189 | Стремські Джоел Джей Бенджамін        | 21 рік, Мельбурн, Австралія. Позивний Сойка. Служив в австралійській армії. | 20 листопада 2023   | Загинув від артилерійського удару російських військ навколо міста Авдіївки                 |
| 190 | Мурілло Ернандо Марін                 | Колумбія. | 21 листопада 2023   | Місце загибелі невідоме.                                                                   |
| 191 | Грицененко Дмитро                     | Росія. Будучи громадянином Росії, Дмитро самостійно вивчив українську мову, переїхав до Львова, склав зовнішнє незалежне оцінювання і вступив на історичний факультет Львівського університету. | 21 листопада 2023   | Місце загибелі невідоме.                                                                   |
| 192 | Харіс Томас Грей                      | 34 роки, Вірджінія, США. | 24 листопада 2023   | Місце загибелі невідоме.                                                                   |
| 193 | Вергас Ерік                           | США. | 30 листопад 2023    | Загинув під Авдіївкою.                                                                     |
| 194 | Швеція                                | 30 років, Швеція. | грудень 2023        | Місце загибелі невідоме.                                                                   |
| 195 | Урліх Ногера Патрік Юліан             | 26 років, Колумбія. Громадянин Німеччини. | грудень 2023        | Загинув у Авдіївці.                                                                        |
| 196 | Бауерсокс Брендон                     | 35 років, Теннесі, США. Колишній солдат протиповітряної оборони армії США. За службу США отримав військові нагороди, такі як, медаль «За службу національній обороні», медаль «За службу глобальній війні з тероризмом» та стрічку «За службу в армії». | 3 грудня 2023       | Загинув в Херсонський області в селі Криньки.                                              |
| 197 | Мялковський Микола                    | 28 років, Луцьк, Україна. Навчався в Люблінському Католицькому університеті. Працював в мерії Любліна. | 4 грудня 2023       | Місце загибелі невідоме.                                                                   |
| 198 | Самудіо Ектор Юрадо                   | Колумбія. | 4 грудня 2023       | Місце загибелі невідоме.                                                                   |
| 199 | Мурілло Ернандо Марін                 | Колумбія. | 4 грудня 2023       | Помер Слов'янськ Донецької області                                                         |
| 200 | Сет Брайан Патрік                     | 19 років, Західна Вірджінія, США. Морський піхотинець. У Бахмуті був поранений осколками гранати та отримав струс мозк. | 4 грудня 2023       | Загинув в Херсонський області в селі Криньки.                                              |
| 201 | Хьюєдж Ендрю Раніш                    | Шрі-Ланка. | 5 грудня 2023       | Місце загибелі невідоме.                                                                   |
| 202 | Джаясінгхе Родні                      | Шрі-Ланка. | 5 грудня 2023       | Місце загибелі невідоме.                                                                   |
| 203 | Пріянта                               | Шрі-Ланка. | 5 грудня 2023       | Місце загибелі невідоме.                                                                   |
| 204 | Грем Дейл                             | 45 років. Ірландія, Дублін. Мав військовий досвід війни в Іраці. Він був колишнім членом Fórsa Cosanta Áitiúil (FCA) в Республіці, а також був пожежним добровольцем у США. | 8 грудня 2023       | Донецька область                                                                           |
| 205 | Хертвек Ітан Хантер                   | США. Ветеран морської піхоти. | 8 грудня 2023       | Місце загибелі невідоме.                                                                   |
| 206 | Мюллер Рене                           | Німеччинна. | 8 грудня 2023       | Місце загибелі невідоме.                                                                   |
| 207 | Васиф Агаджанов                       | Азербайджан | 8 грудня 2023       | війні проти РФ загинув                                                                     |
| 208 | Мена Пау Герас                        | 26 років, Іспанія. | 10 грудня 2023      | Місце загибелі невідоме.                                                                   |
| 209 | Меланд Стіан Олександр Нордхауг       | Норвегія. | 12 грудня 2023      | Донецька область                                                                           |
| 210 | Хуан Каміло Камеса Родригес           | 21 рік, Колумбія. Доброволець, що воював за Україну з початку 2022 року. | 12 грудня 2023      | Донецька область                                                                           |
| 211 | Гусман Джеферсон Гарсія               | Колумбія. | 12 грудня 2023      | Донецька область                                                                           |
| 212 | Самбрано Леонардо Квеноран            | Колумбія. | 13 грудня 2023      | Помер Слов'янськ Донецька область                                                          |
| 213 | Хуан Каміло Камес Родрігес            | 21 рік, Ікірі, департамент Уїла, Колумбія. Працював на фермі, де доглядав за тваринами. | 13 грудня 2023      | Слов'янськ, Донецька область                                                               |
| 214 | Швеція                                | 30 років, Сеаланд, Швеція. | 13 грудня 2023      | Місце загибелі невідоме.                                                                   |
| 215 | Улькуе Дієго Фернандо                 | Колумбія. | 18 грудня 2023      | Помер Слов'янськ Донецької області                                                         |
| 216 | Хуан Давид Бланко Морело              | Колумбія | 12 грудня 2023 р    | Помер Слов'янськ Донецької області                                                         |
| 217 | Ельчин Мурадов                        | Азербайджан Народився він 18 жовтня 1980 року. Його справжньою пристрастю у житті став бокс. У мирному довоєнному житті він був суддею міжнародної категорії та головним суддею міста Києва. Він постійно сам вдосконалювався у цій сфері і навчав молодих суддів. | 19 грудня 2023      | Виїмка Бахмутського району Донецької області                                               |
| 218 | Мельничук Кетрін                      | 25 років, Лондон, Великобританія. 18 місяців займалась волонтерством в Україні. | 24 грудня 2023      | Була виявлена мертвою у Києві.                                                             |
| 219 | Росія                                 | Росія. Позивний Скіф. Легіон Свобода Росії. | 29 грудня 2023      | Загинув під Бахмутом                                                                       |
| 220 | Ломтадзе Мухран                       | Грузія. | 30 грудня 2023      | Місце загибелі невідоме.                                                                   |